# نیوبرگ، میشیگان
نیوبرگ (به انگلیسی: Newberg Township) یک منطقهٔ مسکونی در ایالات متحده آمریکا است که در شهرستان کاس، میشیگان واقع شده‌است.
 نیوبرگ ۹۲٫۰ کیلومتر مربع مساحت و ۱٬۶۳۲ نفر جمعیت دارد و ۳۰۱ متر بالاتر از سطح دریا واقع شده‌است.